# Wichman
Wichman is een voornaam met een Germaanse  oorsprong.

## Personen met de naam Wichman
- Verscheidene graven uit het geslacht Billung,
  - Wichman de oude
  - Wichman II, graaf van Hamaland
  - Wichmann III
- Wichman IV, graaf van Hamaland en stichter van het stift Elten
- Wichman van Arnstein, prior en mysticus (rond 1185 in Saksen - 2 november 1270 in Neuruppin)
- Wichman van Seeburg, aartsbisschop van Maagdenburg van 1152-1192
- Wichman van Vreden, graaf van de gouw Westfalen